# Acrapex ferenigra
Acrapex ferenigra är en fjärilsart som beskrevs av Emilio Berio 1973. Acrapex ferenigra ingår i släktet Acrapex och familjen nattflyn. Inga underarter finns listade i Catalogue of Life.